# Schwarzwald

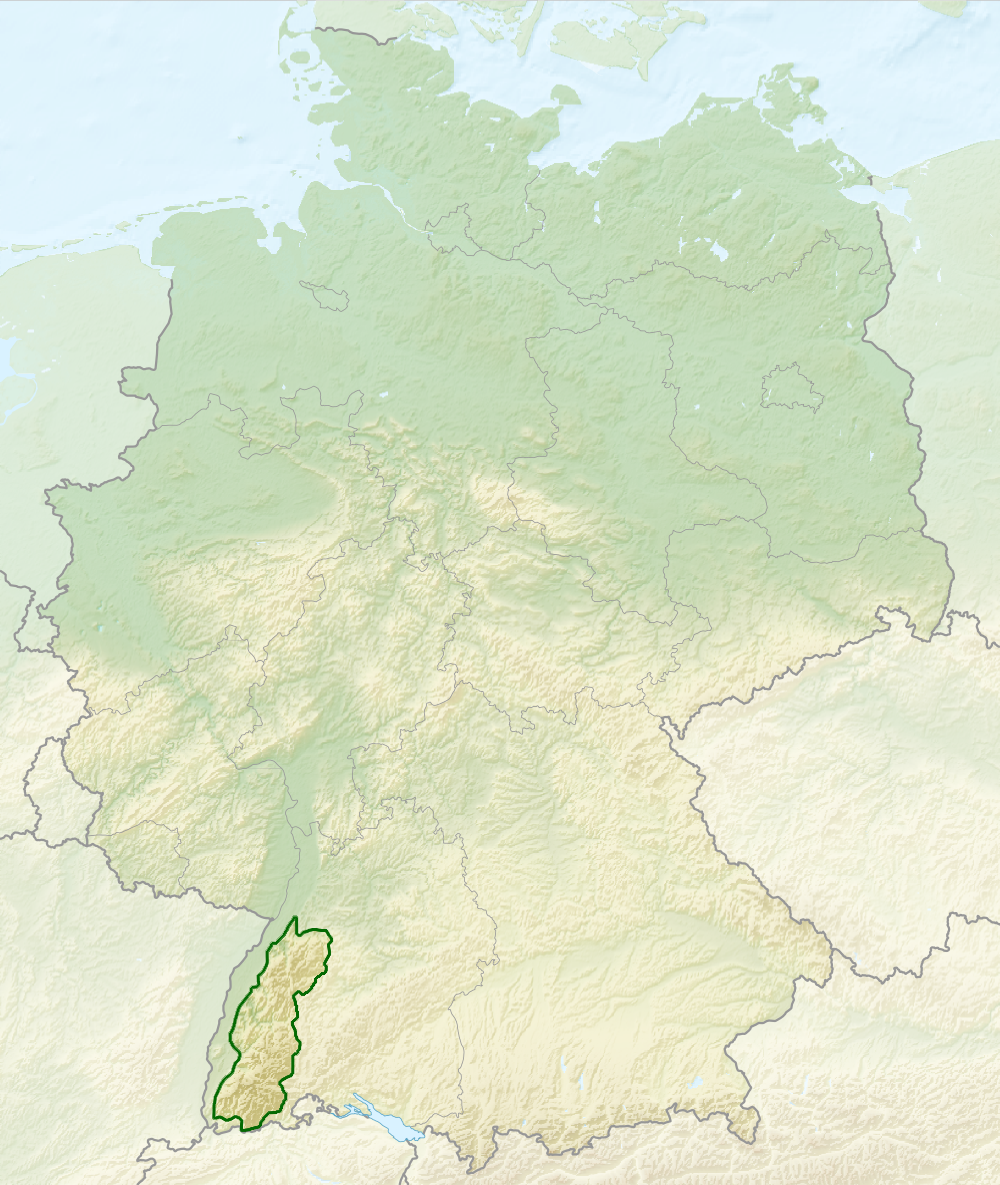
Położenie Schwarzwaldu na mapie Niemiec

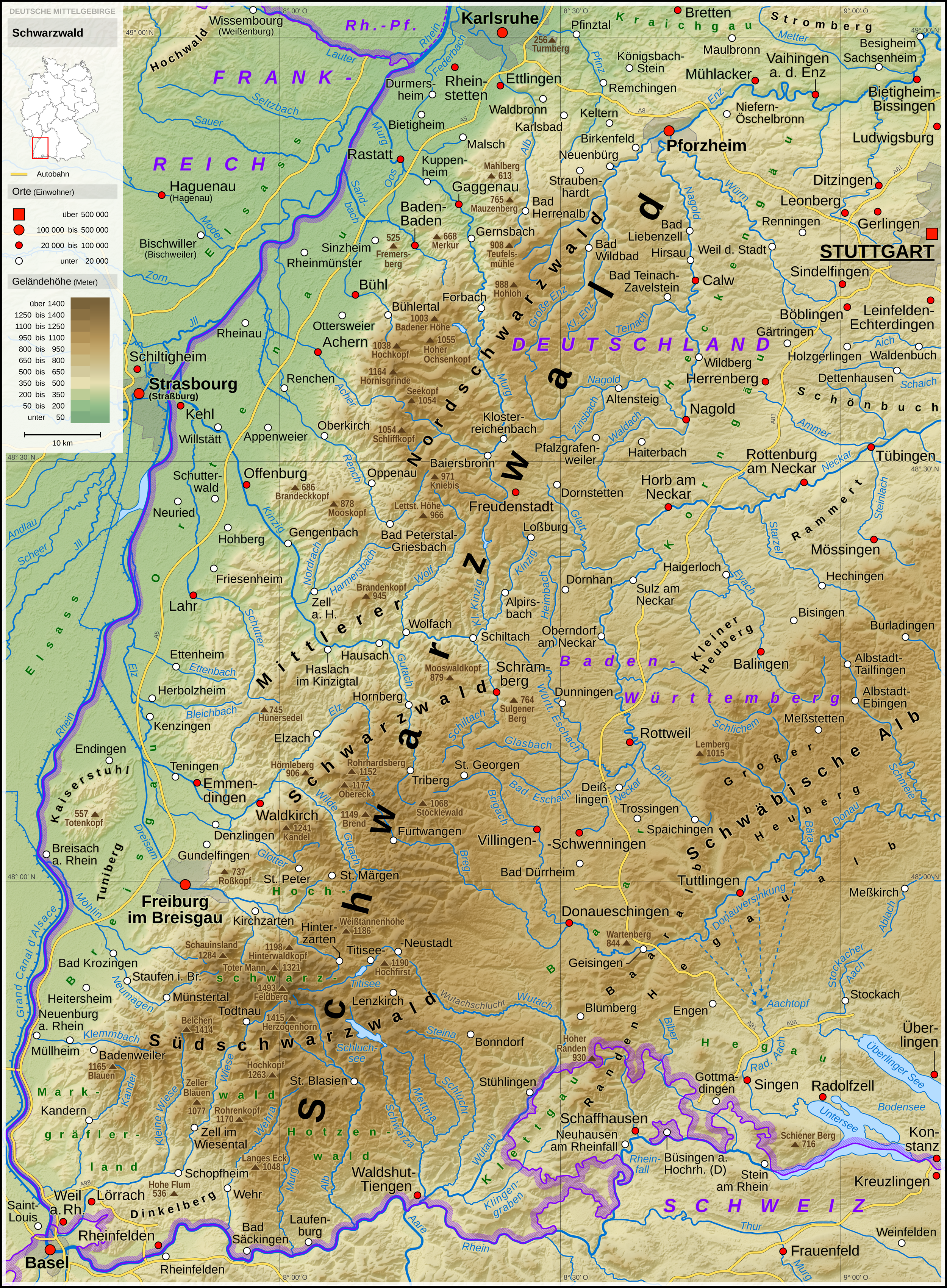
Mapa topograficzna Schwarzwaldu

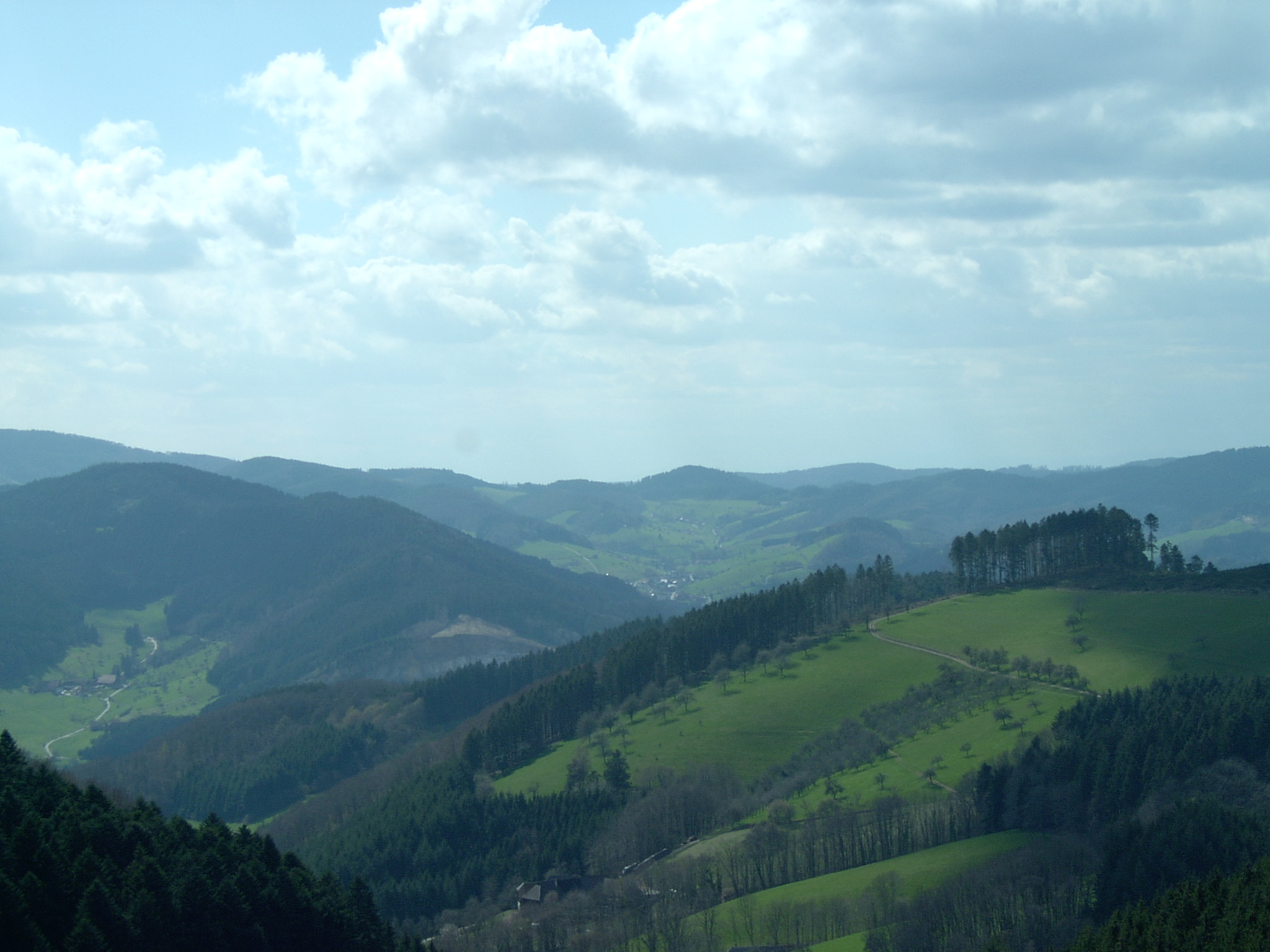
Środkowy Schwarzwald

Schwarzwald („czarny las”, Szwarcwald, „Selva Negra”) – zrębowe pasmo górskie w południowo-zachodnich Niemczech rozciągające się od południowego krańca do środka Badenii-Wirtembergii na długości około 160 km – od Waldshut-Tiengen na samym południu do Pforzheim na północy.

## Charakterystyka
Schwarzwald powstał w okresie ruchów hercyńskich. W czasie orogenezy alpejskiej został blokowo wypiętrzony, silniej na południu niż na północy. Masyw zbudowany jest głównie z granitów i skał metamorficznych, wschodnia i północna część z piaskowców triasowych. Zachowały się ślady zlodowacenia plejstoceńskiego w postaci jezior w kotłach polodowcowych i moren. Najwyższe szczyty Schwarzwaldu osiągają wysokość od 1164 m (Hornisgrinde) w północnej części do 1493 m (Feldberg) w części południowej.
Pasmo jest silnie porozcinane licznymi dolinami rzek. We wschodniej części Schwarzwaldu ma swoje źródła Dunaj. Klimat umiarkowany ciepły. Średnia temperatura w styczniu wynosi od 0 °C do –5 °C. Roczne opady do 1800–2100 mm na zachodnich stokach. Występuje wyraźna piętrowość klimatyczno-roślinna: dolne piętro stanowią lasy dębowo-brzozowe, na wysokości 600–900 m rozciąga się piętro lasów bukowo-jodłowych, powyżej (zwłaszcza w północnej części masywu) panują bory świerkowe. Ponad górną granicą lasu (1200–1400 m) występują zarośla kosodrzewiny, łąki górskie i torfowiska.
Obszar jest stosunkowo gęsto zaludniony, stałe osady występują do wysokości 1265 m. Popularny region turystyczny z licznymi ośrodkami sportów zimowych. Występują w nim źródła ciepłych wód mineralnych, przy których powstały uzdrowiska, m.in. Badenweiler, Bad Peterstal-Griesbach, Bad Wildbad i najbardziej znane Baden-Baden. W dolnych partiach Schwarzwaldu lasy zostały zastąpione przez uprawy (na nasłonecznionych stokach - uprawy winorośli i drzew owocowych), dochodzące nawet do 1200 m n.p.m.
W Schwarzwaldzie w 1970 po raz pierwszy znaleziono minerał agardyt.
W południowej części w latach 90. utworzono Naturpark Südschwarzwald. Landtag Badenii-Wirtembergii 28 listopada 2013 zadecydował o powstaniu od 1 stycznia 2014 w północnej części masywu Parku Narodowego Schwarzwaldu o powierzchni 10 062 ha.

## Najwyższe szczyty
- Feldberg – 1493 m n.p.m.
- Baldenweger Buck(inne języki) – 1460 m n.p.m.
- Seebuck(inne języki) – 1448 m n.p.m.
- Herzogenhorn – 1415 m n.p.m.
- Belchen – 1414 m n.p.m.

- Stübenwasen(inne języki) – 1386 m n.p.m.
- Grafenmatte – 1377 m n.p.m.
- Immisberg(inne języki) – 1.373 m n.p.m.
- Silberberg – 1358 m n.p.m.
- Spießhorn(inne języki) – 1349 m n.p.m.
- Toter Mann – 1321 m n.p.m.
- Köpfle – 1317 m n.p.m.
- Bärhalde(inne języki) – 1317 m n.p.m.
- Blößling(inne języki) – 1309 m n.p.m.
- Hochkopf – 1308 m n.p.m.
- Schweizerwald(inne języki) – 1305 m n.p.m.

- Schnepfhalde(inne języki) – 1299 m n.p.m.
- Schauinsland – 1284 m n.p.m.
- Trubelsmattkopf(inne języki) – 1281 m n.p.m.
- Heidstein – 1274 m n.p.m.
- Hohe Kelch(inne języki) – 1264 m n.p.m.
- Hochkopf – 1263 m n.p.m.
- Hohtannen(inne języki) – 1249 m n.p.m.
- Dietschel(inne języki) – 1247 m n.p.m.
- Kandel – 1241 m n.p.m.
- Rollspitz(inne języki) – 1236 m n.p.m.
- Rübgartenkopf 1214 m n.p.m.
- Hochgescheid(inne języki) – 1205 m n.p.m.

- Blauen – 1165 m n.p.m.
- Hornisgrinde – 1164 m n.p.m.
- Herrenschwander Kopf(inne języki) – 1152 m n.p.m.
- Wannenkopf – 1129 m n.p.m.
- Stuhlskopf(inne języki) – 1115 m n.p.m.